# Sphenomorphus neuhaussi
Sphenomorphus neuhaussi är en ödleart som beskrevs av  Vogt 1911. Sphenomorphus neuhaussi ingår i släktet Sphenomorphus och familjen skinkar. Inga underarter finns listade i Catalogue of Life.